# Lignon du Forez
Lignon du Forez – rzeka we Francji, przepływająca przez teren departamentu Loara, o długości 59 km. Stanowi lewy dopływ rzeki Loary.